# Jorge Vigón Suero-Díaz
Jorge Vigón Suero-Díaz (Colunga, Astúries, 1893 – Madrid, 1978) va ser un militar, intel·lectual i polític monàrquic espanyol, partidari del Comte de Barcelona, destacant la seva labor de modernització d'infraestructures al capdavant del Ministeri d'Obres Públiques durant el règim del General Franco.
Estudià als jesuïtes de Gijón i el 1909 anà a l'Acadèmia Militar de Segòvia, on el 1914 en va sortir com a primer tinent. Fou destinat al Protectorat espanyol al Marroc, on va servir en diferents campanyes fins al 1930, quan fou retornat a la Península amb el grau de capità.

## Segona República
Destacat membre, juntament amb el seu germà Juan, de la Unión Militar Española fundada arran del 10 d'agost i considerada la versió dretana de les Juntes de Defensa.
Participa activament en les vives polèmiques entorn de la licitud i obligació dels catòlics de col·laborar amb les institucions republicanes, enteses com a poder laic i sectari. En 1934 un grup d'escriptors i polítics de pensament homogeni acudeixen a l'arquebisbe de Toledo Mossèn Isidre Gomà. alarmats davant el perillós contingut del llibre del canonge de Salamanca Aniceto de Castro Albarrán on enumera les condicions perquè la guerra contra un tirà pugui jutjar-se justa i necessària.
El 3 de juny de 1934 és testimoni al costat dels coronels Galarza i Martín Alonso de la concentració de vuit centúries de falangistes en l'aeròdrom particular «Club del Aire».
Durant els anys de la Segona República va ser membre d'Acción Española, la revista i societat cultural fundada per Ramiro de Maeztu en 1931 per la qual van desfilar molts autors del pensament conservador espanyol de l'època; homes com de José Calvo Sotelo, Víctor Pradera, José María Pemán, Rafael Sánchez Mazas o Ernesto Giménez Caballero entre molts altres. En el projecte d'Acción Española, Jorge Vigón va assumir des del principi un paper destacat. Va redactar nombrosos articles per a la revista i va impartir cursos de formació en la societat cultural, tals com «La religiositat en l'exèrcit».

## Guerra civil
Participa en la conspiració i quan l'11 de juliol de 1936 Mola i Kindelán plantegen el trasllat de Franco des de Canàries al Marroc encomanen Jorge Vigón la tasca de contractar un vehicle civil, ja que resultaria perillós pensar en un vaixell o en un avió militar.
El 18 de juliol de 1936, Jorge Vigón i el seu germà gran Juan —també militar— es van posar a les ordres del general Franco intervenint en diferents campanyes bèl·liques.
El 10 d'agost de 1936, Jorge Vigón acompanya al Comte de Barcelona quan acudeix amb el propòsit d'incorporar-se a la columna del coronel García Escámez en la sierra de Guadarrama. La Guàrdia Civil li va detenir en Aranda de Duero per ordre de Mola, cosa que va suposar la pèrdua de suport dels monàrquics que ja consideraven Joan com a futur rei d'Espanya.
El 12 de desembre de 1947, va participar com a vocal del Consell de Guerra que va condemnar a catorze membres destacats de la FUE, organització universitària democràtica, a penes d'entre un i vuit anys de reclusió. Entre els encausats es trobava Nicolás Sánchez Albornoz, fill de Claudio Sánchez Albornoz.

## Franquisme

### Obres Públiques
Des del 25 de febrer de 1957 fins al 7 de juliol de 1967 ocupa la cartera d'Obres Públiques. Germà del negociador dels convenis amb els Estats Units on es preveia la millora d'accessos a les bases d'utilització conjunta. En signar en dècada dels seixanta un segon acord aconsegueix 1.447 milions de pessetas amb els quals pot engegar el Pla General de Carreteres de 1961 que donarà com a resultat una moderna xarxa viària.
Mitjançant el Pla General de Reconstrucció modernitza la xarxa de ferrocarrils posant en servei els anomenats TAF, Talgo, que al juny de 1966 i per primera vegada es circula a Espanya a 200 km/h i Ferrobús, així com potenciant la Societat de Transports Ferroviaris Especials principal promotor dels eixos intercanviables de vagons, que juntament amb l'adquisició de vagons frigorífics, possibilita l'exportació massiva. de productes peribles procedents dels nous regadius.
| « | ...Però és en la realització d'obres hidràuliques en les quals les Obres Públiques aconsegueixen el seu punt culminant, posen a la vista de tots l'immens esforç realitzat i doten al país d'una fonts d'energia i riquesa que són el principal motor de desenvolupament i l'elevació del nivell de vida de tot Espanya. | » |

De cara a la protecció del medi ambient reglamenti la labor de vigilància i policia d'aigües i llits públics de manera que les Comissaries d'Aigües hauran de defensar la seva puresa, especialment davant la situació que en els rius produeixen els abocaments residuals. per a això es crea un Servei de Guarderia.

### Onzè govern
Repeteix càrrec al govern de Agustín Muñoz Grandes contribuint a perfilar la política del govern que a la seva declaració programàtica de 15 de juliol considerava la necessitat del Pla de Desenvolupament element clau per arrabassar a l'agitació la seva plataforma de reivindicacions, perquè es tenia absoluta fe en la coincidència entre benestar i ordre polític. En aquest sentit la primera decisió va consistir a nacionalitzar el Banc d'Espanya i els altres bancs oficials, sacrificant decisions polítiques en benefici de les econòmiques.
L'onzè govern de Franco, que amb petits canvis dura set anys, estava dividit en dos: d'una banda, els tecnòcrates-monàrquics, liderats per Carrero Blanco, per un altre, els anomenats regencialistes, encapçalats per Muñoz Grandes. Jorge Vigón formava part del primer grup més preocupat per la successió que per la reforma interna.
El 22 de juny de 1967 cessa per malaltia Muñoz Grandes com a vicepresident del Govern. El 7 de juliol de 1965 Jorge Vigón havia estat substituït per Federico Silva Muñoz. Després del seu cessament va ser nomenat fill adoptiu de Ferrol.

## Monàrquic
Rafael Calvo Serer destaca la significació del nou ministre vinculat a la «tercera força» i que arriba al govern convençut que se l'havia cridat per portar la monarquia. Tot això en l'acceleració d'un procés de desfalangistització del règim pel seu monarquització. Créach se sorprèn que en aquest govern hi hagi tants amics personals del Comte de Barcelona, entre ells quatre generals.
El Consell de Ministres celebrat el 28 de juny de 1957 designa els vuit ponents de la Llei de Principis del Movimiento buscant un equilibri entre monàrquics i blaus. Jorge Vigón, considerat llavors com a general monàrquic i benintencionat, figura en el primer grup garantint que la monarquia i no la república era la forma d'estat que finalment calia acceptar.
El 29 de març de 1960 participa, sent ja Ministre de l'Obres Públiques en la reunió celebrada en la finca Las Cabezas, propietat del comte de Ruiseñada, entre Franco i el comte de Barcelona on el dictador arriba al convenciment que no podia comptar amb Joan de Borbó per als seus plans de coronació monàrquica del Movimiento

## Escriptor
Com a escriptor, Jorge Vigón va deixar una prolífica obra; va rebre el Premio Nacional de Literatura, en 1950, i el Premio Nacional de Periodisme, en 1949 Destaquen entre els seus títols:
- Ejército de los Reyes Católicos.
- El espíritu militar español.
- Hay un estilo militar de vida.
- Menéndez Pelayo a los cien años.
- General Mola. El conspirador, Editorial AHR, Barcelona, 1957.